# Лат-Лайл (дегестан)
Лат-Лайл (перс. لات لیل) — дегестан в Ірані, у бахші Отаквар, в шагрестані Лянґаруд остану Ґілян. За даними перепису 2006 року, його населення становило 5119 осіб, які проживали у складі 1356 сімей.

## Населені пункти
До складу дегестану входять такі населені пункти:
- Абданґсар
- Аґузчал
- Алі-Абадсара
- Арба-Ґярдан
- Арбе-Лане-Бала
- Аташ-Сара
- Болур-Докан
- Галу-Дашт
- Гандж-Алі-Сара
- Ґарсак-е Бала
- Ґарсак-е Паїн
- Зарґуш
- Каглестан
- Каль-Чаль
- Кас-Хурде
- Кате Хурте-є Паїн
- Лате
- Лат-Лейл
- Ліша-Кух
- Ліяруд
- Ліяшур Сара-є Олія
- Ліяшур Сарай-є Остад Валі
- Ліяшур Сарай-є Софла
- Міян-Ґавабер
- Піті-Шім-е-Бала
- Піті-Шім-е-Паїн
- Піш-Кух-е-Бала
- Піш-Кух-е-Паїн
- Польдаре
- Поште-Сара
- Санґ-Таш
- Сарлейле
- Сіях Мансе-є Бала
- Сіях Мансе-є Паїн
- Тазеабад
- Ташкола
- Фабілі
- Феблаше
- Фей-є Аб
- Хале-Сар
- Хосейнабад
- Чагар-Су-Поште
- Чал-Дешт
- Чалікі
- Чанґуль
- Шештанруд-е Бала
- Шештанруд-е Паїн